# Canonesas premonstratenses
La Orden de Monjas Premonstratenses (oficialmente en latín: Ordo Moniales Praemostratensis), más conocidas como Canonesas Premostratenses, son una orden religiosa católica femenina monacal de derecho pontificio, que tienen su origen paralelamente a la Orden de Canónigos fundados por Norberto de Xanten en el siglo XII. A las monjas de este instituto religioso se les conoce como monjas o canonesas premonstratenses o norbertinas y posponen a sus nombres las siglas O. Praem.

## Historia

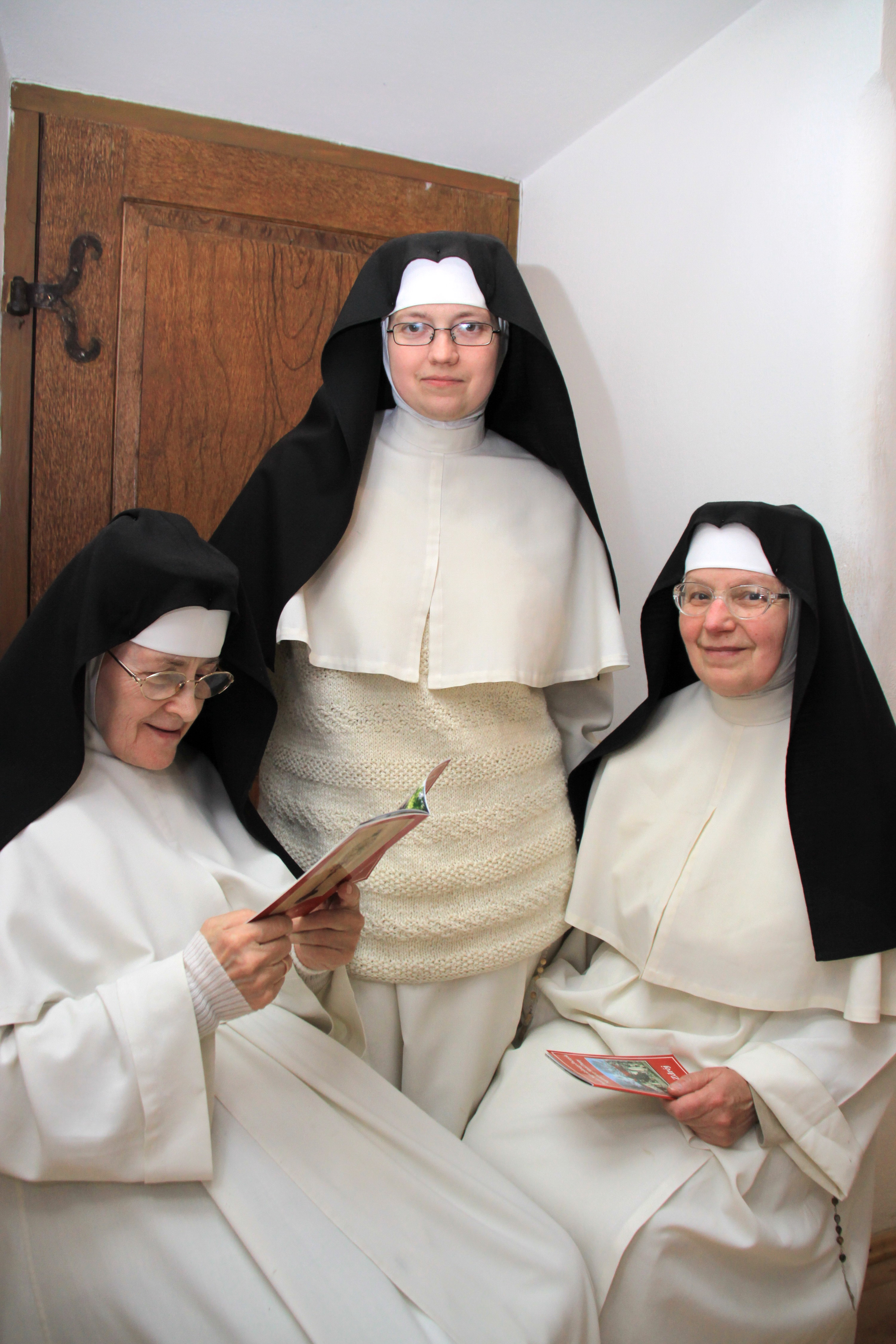
Monjas norbertinas del monasterio de Imbramowice en Polonia

Luego de fundar a los Canónigos Premonstratenses en 1120, Norberto de Xanten decidió reunir a sus discípulas en el monasterio de Laon, dando inicio a la rama femenina de la Orden. La primera monja de la Orden, según la tradición, fue Ricuera de Clastres, retenida por las canonesas como la cofundadora de la misma. Aunque a los inicios los primeros monasterios de la Orden eran mixtos, es decir, compuestos por hombres y mujeres, estas vivían al interno del monasterio en un lugar reservado sujetas a la autoridad del abad. Solo hasta la redacción de los primeros estatutos de las monjas, de manos de Hugo de Fosses, primer sucesor del fundador de la Orden, en 1131.
En el capítulo general de 1140, todavía bajo el gobierno de Hugo de Fosses, se decretó la separación de los monasterios mixtos y se redactó la regla de vida de las monjas, las cuales fueron aprobadas en 1147 por el papa Inocencio IV. Aun así, la Orden continuó siendo una sola hasta mediados del siglo XX.
En 1945 se reelaboraron las Constituciones de las monjas y la Orden se dividió en dos institutos distintos, la rama femenina y la rama masculina.

## Organización
Las Canonesas Premonstratenses constituyen una orden religiosa de monasterios sui iuris, es decir, que aún formando un único instituto religioso, cada monasterio es independiente y se rige por su abadesa. En ellos se vive la clausura para propiciar el espacio adecuado para llevar a cabo su vida contemplativa. Las monjas aparte del cuidado del culto litúrgico, se dedican al estudio personal y al trabajo manual. El hábito consiste en una túnica y escapulario blanco, con cinturón negro y velo negro.
En 2015, la Orden contaba con unas 80 canonesas y unos 7 monasterios, presentes en Bélgica, España, Francia y Polonia.